# São Domingos do Azeitão
São Domingos do Azeitão è un comune del Brasile nello Stato del Maranhão, parte della mesoregione del Sul Maranhense e della microregione di Chapadas das Mangabeiras.